# Ada River (Latrobe River)
Der Ada River ist ein Fluss in Gippsland im australischen Bundesstaat Victoria.
Er entspringt unterhalb Marney Hill in einer Höhe von 843 m und fließt zunächst etwa drei Kilometer nach Nordosten nach Starling Gap. Dort wendet er seinen Lauf nach Südosten und mündet nach weiteren elef Kilometern westlich Noojee auf einer Höhe von 297 m in den Latrobe River.